# Шарлін (княгиня Монако)
Шарлі́н Грімальді́, княги́ня Мона́ко (фр. Charlene Grimaldi, SAS la princesse Charlene de Monaco, при народженні Шарлін Лінетта Віттсток, англ. Charlene Lynette Whittstock; нар. 25 січня 1978 року, Булавайо, Південна Родезія) — княгиня Монако, дружина Альбера II, князя Монако. Професійна плавчиня, виступала на Олімпійських іграх та інших змаганнях за ПАР.

## Біографія
Народилась 25 січня 1978 року в місті Булавайо, в Південній Родезії (зараз Зімбабве).
У 1988 році сім'я переїхала в Беноні у Південно-Африканську Республіку.

## Кар'єра
У 1996 році — чемпіонка ПАР з плавання.
У 2000 році як професійна плавчиня представляла Південну Африку на Олімпійських іграх в Сіднеї, на яких посіла п'яте місце в естафеті 4×100 м. Планувала виступати на Олімпіаді в Китаї в 2008 році, однак травма плеча змусила її залишити спортивну кар'єру.
У 2002 році вона виграла три золоті медалі на кубку світу з плавання (50 м і 100 м, 4x100 м) і срібну медаль в Манчестері на Іграх Співдружності (4x100 м).

## Княгиня Монако
У 2000 році познайомилася з принцом Альбером II, який захоплюється плаванням, під час змагань з плавання в Монако.
Вдруге спортсменка і принц, тоді вже князь Монако (у зв'язку зі смертю князя Реньє), зустрілися 2006-го на змаганнях у Турині.
Згодом пара побувала на весіллі принца Вільяма та Кейт Міддлтон у Вестмінстерському абатстві 29 квітня 2011 року.
23 червня 2010 року оголошено про заручини Альберта й Шарлін. 1 липня 2011 року пройшла цивільна церемонія укладення шлюбу, а вінчання відбулося 2 липня.
10 грудня 2014 княгиня Шарлен народила близнюків, хлопчика та дівчинку. Пологи пройшли за допомогою кесаревого розтину. Дітей назвали Жак-Оноре-Реньє та Габріелла Тереза Марія. Син отримав титули наслідного принца Монако та маркіза де Бо, а дочка — принцеси Монако та графині де Карладез.